# Vom Raben und von der Katze
Vom Raben und von der Katze ist eine Erzählung aus den Geschichten aus Tausendundeine Nacht. In der Arabian Nights Encyclopedia wird sie als ANE 50 gelistet.
In der Fabel geht es um die hilfsbereite Freundschaft zwischen einem Raben und einer Katze.

## Handlung
Einst hatten ein Rabe und eine Katze Freundschaft geschlossen. Als sie eines Tages zusammen unter einem Baum saßen, näherte sich ihnen ein Panther. Der Rabe flog hoch in den Baum, die Katze aber blieb erschrocken stehen und bat um Hilfe. Da flog der Rabe zu einigen hunde-besitzenden Hirten in der Nähe. Nun schnappte er nach den Hunden, entfernte sich und ließ die Hunde näher herankommen und wiederholte die Prozedur, bis er sie zu dem Baum führte, wo der Panther davor war, die Katze anzugreifen. Beim Anblick der Hunde ergriff der Panther jedoch die Flucht und so rettete der Rabe seinen Freund, die Katze.

## Hintergrund
Die Geschichte findet sich in der arabischen Druckausgabe der sogenannten Kalkutta-II-Edition von Tausendundeine Nacht und wurde als Vorlage für die Sammlungen Richard Francis Burton und Enno Littmann verwendet.

## Ausgaben
- Enno Littmann: Die Erzählungen aus den tausendundein Nächten, Insel Verlag, Frankfurt 1968, Band 2, S. 270f.